# Sainte-Marie-en-Chanois
Sainte-Marie-en-Chanois település Franciaországban, Haute-Saône megyében. Lakosainak száma 209 fő (2022. január 1.). Sainte-Marie-en-Chanois Saint-Bresson, Amage, Amont-et-Effreney, Les Fessey, La Proiselière-et-Langle és La Voivre községekkel határos.

## Népesség
A település népessége az elmúlt években az alábbi módon változott:
| Lakosok száma | 220  | 215  | 218  | 216  | 214  | 211  | 211  | 210  | 209  |
|               | 2013 | 2015 | 2016 | 2017 | 2018 | 2019 | 2020 | 2021 | 2022 |